# Wang Junxia
Wang Junxia (chinesisch 王军霞, Pinyin Wáng Jūnxiá; * 19. Januar 1973 in Jiaohe) ist eine ehemalige chinesische Langstreckenläuferin und Olympiasiegerin.
Ihrem Sieg bei den Juniorenweltmeisterschaften 1992 in Seoul im 10.000-Meter-Lauf folgte eine erstaunliche Erfolgsserie.
Nachdem sie im April bei den chinesischen Meisterschaften im Marathon mit 2:24:07 h einen Asienrekord aufgestellt hatte, holte sie über 10.000 Meter Gold bei den Weltmeisterschaften 1993 in Stuttgart. Bei den nationalen Meisterschaften verbesserte sie am 8. September den alten Weltrekord über 10.000 Meter um 42 Sekunden auf 29:31,78 min, was bis zu den Olympischen Spielen 2016 in Rio de Janeiro Weltrekord bedeutete. Einige Tage später wurden bei den Entscheidungen über 3000 Meter in den Vorläufen und im Finallauf insgesamt zehn Zeiten unter dem alten Weltrekord gelaufen, den Wang im Vorlauf um zehn Sekunden und im Finale um weitere sechs Sekunden auf die immer noch gültige Marke von 8:06,11 min verbesserte. Danach gewann sie den IAAF-Weltcup-Marathon, der im Rahmen des San-Sebastián-Marathons ausgetragen wurde, vor ihren Landsfrauen Zhang Linli und Zhang Lirong.
1994 siegte sie bei den Asienspielen in Hiroshima über 10.000 Meter und beim Peking-Marathon, 1995 wurde sie Asienmeisterin über 5000 und 10.000 Meter.
Bei den Olympischen Spielen 1996 in Atlanta holte sie über 5000 Meter die Goldmedaille vor der Kenianerin Pauline Konga und der Portugiesin Roberta Brunet sowie eine Silbermedaille im 10.000-Meter-Lauf hinter der Portugiesin Fernanda Ribeiro und vor der Äthiopierin Gete Wami.
Danach beendete sie ihre Karriere im Leistungssport. Sie studierte an der University of Colorado und an der Chinesischen Volksuniversität, wo sie 2002 im Fach Rechtswissenschaft diplomierte. 2001 heiratete sie den ehemaligen Fußballer Zhan Yu und brachte ein Kind zur Welt. Sie ist am Unternehmen Xuzhou City Junxia GYM beteiligt, das Fitnessgeräte herstellt.
2000 fiel ein Schatten auf die Leistungen, die von den chinesischen Mittel- und Langstreckenläuferinnen in den 1990er Jahren erbracht wurden. Sechs von Ma Junren trainierte Athletinnen wurden nach auffälligen Bluttests aus dem Kader für die Olympischen Spiele in Sydney entfernt. Wang Junxia wurde bis 1994 von Ma betreut, trennte sich dann aber von ihm und beschuldigte ihn, Athletenprämien unterschlagen zu haben. Für die Olympischen Spiele 1996 wurde Wang von Mao Dezhen betreut. Erst 2016 wurde ein Brief aus dem Jahr 1995 bekannt, in dem Wang und andere Athletinnen Ma Junren beschuldigten, sie zu Doping gezwungen zu haben.
2012 wurde sie in die IAAF Hall of Fame aufgenommen.

## Persönliche Bestzeiten
- 1500 m: 3:51,92 min, 11. September 1993, Peking
- 3000 m: 8:06,11 min, 13. September 1993, Peking (Weltrekord; Stand April 2022)
- 5000 m: 14:51,87 min, 5. Mai 1996, Nanjing
- 10.000 m: 29:31,78 min, 8. September 1993, Peking (Weltrekord; verbessert von Almaz Ayana am 12. August 2016)
- Marathon: 2:24:07 h, 4. April 1993, Tianjin